# Közönséges orgona
A közönséges orgona vagy májusi orgona (Syringa vulgaris) az olajfafélék (Oleaceae) családjába tartozó faj. A Balkán-félszigeten őshonos fajt először a törökök ültették kertekbe, tőlük került a keresztény Európába. Török nevéből (leylak) származik a magyarban (és sok más európai nyelvben) a lila szín neve is.

## Elterjedés
Az orgonák fő elterjedési területe Ázsia és Kelet-Európa. Díszcserjeként sok fajukat ültetik világszerte.

## Jellemzők
Általában lombhullató, olykor örökzöld (S. sempervirens) cserjék. Leveleik épek, ritkán szárnyasan osztottak, átellenes állásúak. Felálló vesszőin csak a legfelső 1-2, ritkán 3 rügypárból fejlődik virág. A virágzat végálló buga. A csészelevelek száma általában négy, a szirmok csővé forrtak, a párta sugaras szimmetriájú, lila, vagy fehér színű. A porzók száma kettő, a termés hosszúkás tok két magkezdeménnyel.

## Habitus
- 3-7 méterre növő nagyobb cserje vagy kis termetű fa, tarackol.
- Levélállása keresztben átellenes. A levelek válla szíves vagy levágott, csúcsa kihegyesedő.
- Virágai lilák, ritkábban fehérek, illatosak. A virágzat buga. Április végén-májusban virágzik.
- Termése toktermés, melyben 4 lapos-szárnyas mag van.

## Fajták
Az alapfaj orgona lila virágú, a kerti fajták színe a hófehértől a feketés-sötétliláig a legkülönbözőbb (még sárga, lila-fehér tarka, rózsaszín és kék is van közöttük) színekig terjed, a virágok egyszerűek vagy teltek.
Általában az egyszerű virágúakat kedvelik, ilyen a lila 'Andenken an Ludwig Spaeth', és a fehér 'Mme Florent Stepman'. A telt virágú fajták - különösen a fehérek - csapadékos időben hamar rozsdásodnak a sok apró szirom között megálló víztől.

## Ökológiai igénye
Melegkedvelő, szárazságtűrő, fényigényes, szárazságtűrése ellenére azonban csak jó kerti viszonyok között díszít megfelelően.

## Elterjedés, előfordulás
Dél- és Kelet-Európában honos, Magyarországon régóta ültetik.

## Virágdiagram
|  |

## Felhasználása, gyógyhatásai
Az orgona virágai ehetők, bár kissé kesernyés ízük miatt csak kis mennyiségben.
Felhasználhatók teaként vagy a fürdővízbe téve.
Egyes tanulmányok szerint lázcsillapító, bőrösszehúzó hatásuk van (emiatt alkalmazhatók kiütésekre, vágásokra és egyéb bőrbetegségekre), serkentik a vérkeringést, nyers fogyasztásuk segíthet gyomorproblémákban, például puffadásban vagy székrekedésben. Leönthetők mézzel, és a keveréket egy ideig állni hagyva kellemes szirupot nyerünk, olajjal felöntve kioldhatjuk az illóolajokat. 
A virágok felhasználhatók, zselék, borok, likőrök, fagylaltok ízesítésére is.
A körömvirághoz hasonlóan az orgona virágjai is sok luteint és zeaxanthint tartalmaznak, amely anyagoknak fontos szerepük van a szem egészségének megőrzésében.

## Galéria

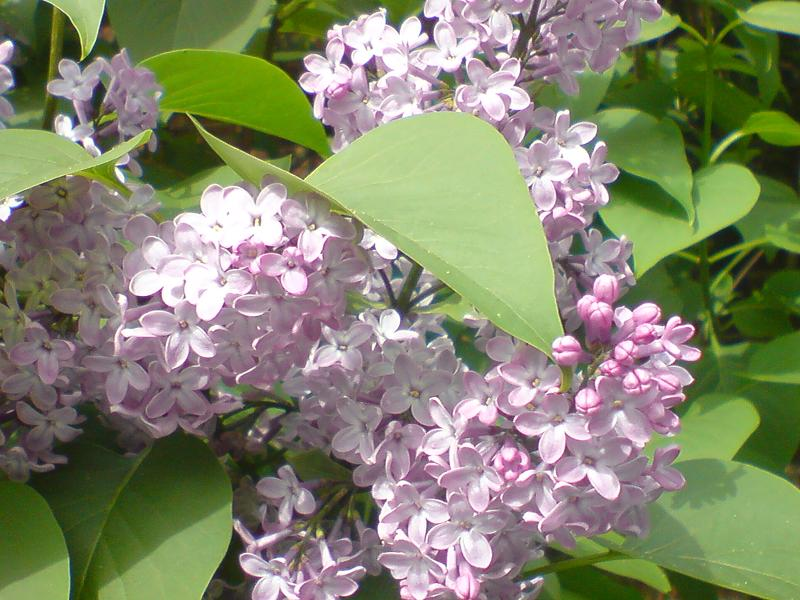
Virágai és levelei
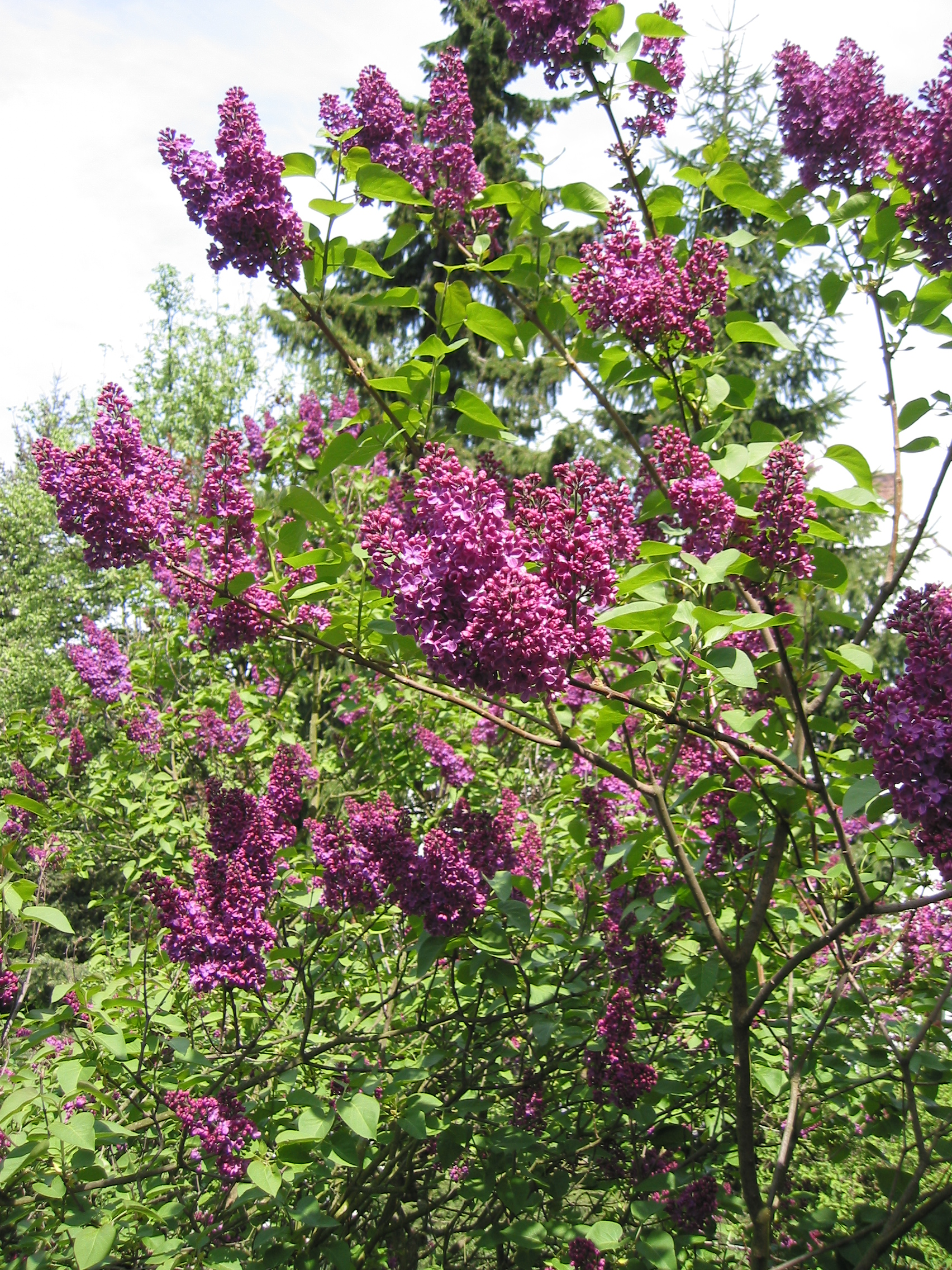
Kerti orgona
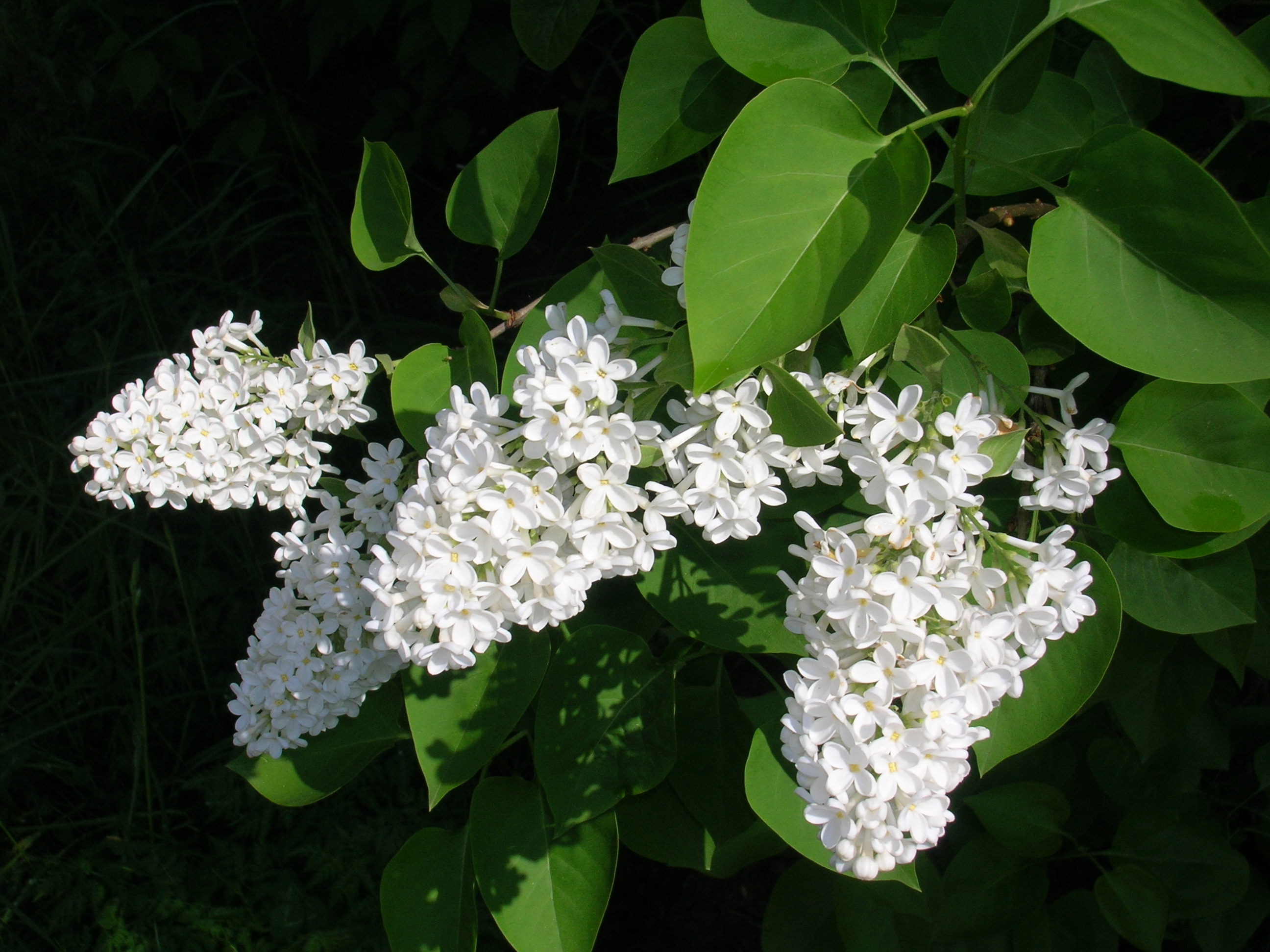
Szimpla fehér virágú fajta
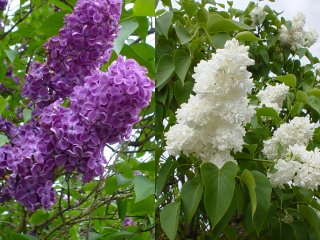
Telt virágú fajták
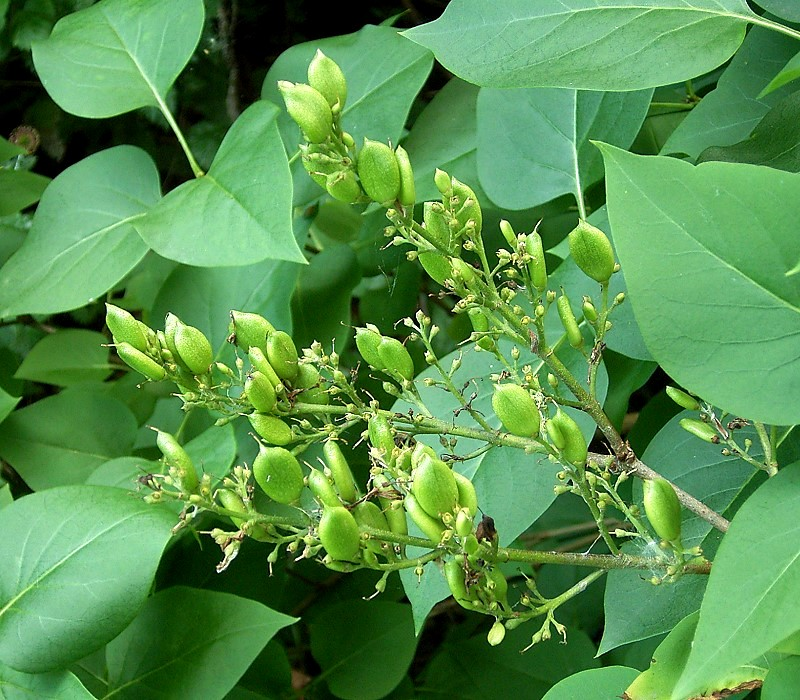
Termései